# Comuna Bogdănești, Bacău
Bogdănești este o comună în județul Bacău, Moldova, România, formată din satele Bogdănești (reședința) și Filipești.

## Așezare
Comuna se află în sud-vestul județului, pe valea Oituzului, la vest de municipiul Onești. Este traversată de șoseaua națională DN11, care leagă Oneștiul de Târgu Secuiesc.

## Demografie
Componența etnică a comunei Bogdănești
     Români (92%)
     Alte etnii (0,04%)
     Necunoscută (7,96%)
Componența confesională a comunei Bogdănești
     Ortodocși (90%)
     Alte religii (1,75%)
     Necunoscută (8,25%)
Conform recensământului efectuat în 2021, populația comunei Bogdănești se ridică la 2.399 de locuitori, în scădere față de recensământul anterior din 2011, când fuseseră înregistrați 2.550 de locuitori. Majoritatea locuitorilor sunt români (92%), iar pentru 7,96% nu se cunoaște apartenența etnică. Din punct de vedere confesional, majoritatea locuitorilor sunt ortodocși (90%), iar pentru 8,25% nu se cunoaște apartenența confesională.

## Istorie
Primul document ce atestă existența localității Bogdănești a fost emis la 15 martie 1410 de către Alexandru cel Bun. După unii istorici denumirea de Bogdănești derivă de la Bogdan al II-lea, care a stăpânit aceste pământuri după moartea lui Alexandru cel Bun.
La sfârșitul secolului al XIX-lea, comuna făcea parte din plasa Trotuș a județului Bacău și era formată din satele Bogdănești, Bahna, Pârgărești, Nicorești, Satu Nou, Tisești și Tuta, având în total 2786 de locuitori. În comună existau o școală mixtă cu 31 de elevi la Bogdănești, înființată în 1865; o biserică ortodoxă la Bogdănești; și trei biserici catolice la Tuta, Pârgărești și Satu Nou. Principalii proprietari de pământ erau frații Weissgrün, Angelica Rosetti-Tețcanu, epitropia Sf. Spiridon din Iași, Tasica Apostol și Ianoș Gabor. Anuarul Socec din 1925 o consemnează în plasa aceeași plasă, având 2025 de locuitori în satele Bahna, Bogdănești, Filipești, Nicorești și Satu Nou.
În 1950, comuna a trecut în administrarea raionului Târgu Ocna din regiunea Bacău. În 1968, ea a revenit la județul Bacău, reînființat, căpătând atunci alcătuirea actuală (după ce restul satelor au trecut la comuna Oituz).

## Monumente istorice
Două obiective din comuna Bogdănești sunt incluse în lista monumentelor istorice din județul Bacău ca monumente de interes local. Unul este situl arheologic de la „Tudoscanu”, aflat la est de satul Bogdănești, pe terasa superioară a Oituzului, unde s-au descoperit urmele unei așezări din Epoca Bronzului timpuriu (cultura Foltești II). Celălalt, clasificat ca monument de arhitectură, este biserica „Nașterea Sfântului Ioan Botezătorul” datând din 1778 și aflată în același sat.

## Economie
Fiind o zonă de deal, principala activitate a locuitorilor este agricultura. 
În secolul al XIX-lea, exista pe actualul teritoriu al comunei satul Huta, în care exista și o fabrică de sticlă, însă, după Primul Război Mondial, a dispărut în totalitate, în prezent existând doar urmele vechilor așezări. Biserica din respectivul sat a fost mutată în aceeași perioadă în actualul sat Nicorești.

## Administrație
Comuna Bogdănești este administrată de un primar și un consiliu local compus din 11 consilieri. Primarul, Gabriel-Cornel Maxim[*], de la Alianța pentru Unirea Românilor, este în funcție din 1 noiembrie 2024. Începând cu alegerile locale din 2024, consiliul local are următoarea componență pe partide politice:
|  | Partid                          | Consilieri | Componența Consiliului | Componența Consiliului | Componența Consiliului | Componența Consiliului | Componența Consiliului | Componența Consiliului |
|  | ------------------------------- | ---------- | ---------------------- | ---------------------- | ---------------------- | ---------------------- | ---------------------- | ---------------------- |
|  | Alianța pentru Unirea Românilor | 6          |                        |                        |                        |                        |                        |                        |
|  | Partidul Social Democrat        | 3          |                        |                        |                        |                        |                        |                        |
|  | Partidul Național Liberal       | 2          |                        |                        |                        |                        |                        |                        |

## Cultură
Din punct de vedere cultural, în apropierea Bogdăneștiului, pe dealul Todoscanu, există urme ale unei așezări din Epoca Bronzului. O parte din artefacte au fost depuse în muzeul școlii din Bogdănești, alături de alte exponate din Primul Război Mondial, precum și la Muzeul de Istorie din Onești sau alte muzee din zonă.
Biserica cu hramul „Nașterea Sfântului Ioan Botezătorul” este cea mai veche de pe Valea Oituzului. Ea a fost ctitorită de familia de boieri Ruset (Ștefan, Safta, Ana și Ioan), în numele Sf. Ioan Botezătorul între anii 1776-1778. În anul 1928 a fost refăcut turnul clopotniței, dărâmat în timpul războiului, iar între anii 1986-1987 a fost consolidată întreaga clădire, deoarece a fost afectată de cutremurul din 1977. Între anii 1993-1995 a fost pictată în tehnica fresco. În iunie 2008 a fost resfințită de Preasfințitul Eftimie Luca, Episcopul Romanului (și Hușilor în acea vreme) paroh fiind Ioan Apetri.
În cimitirul eroilor din localitate, ridicat de Societatea „Cultul Eroilor”, s-au adunat osemintele tuturor eroilor căzuți pe câmpurile de luptă în această zonă, atât români, cât și de alte naționalități.
Semn al luptelor din zonă, alături de Cimitirul Eroilor, în localitate mai există un monument dedicat aceluiași eveniment, respectiv „Cișmeaua din sat”. Ridicat de către Cercul Militar al Subofițerilor reangajați din Bacău, monumentul poartă însemnele lozincilor militare rostite de soldații români, precum „Nici pe aici nu se trece” sau „Învingem, ori murim”, lozincă a ostașilor de la Mărăști.
Funcționează două școli, precum și două grădinițe.
Comuna este înfrățită cu Genlis (Franța).